# Jan Veldhuis
Jan G.F. Veldhuis (Hengelo, 1938) is een Nederlands bestuurder in de publieke sector.
Veldhuis studeerde geschiedenis met economie en staats- en administratief recht in Utrecht en als Fulbright-fellow politieke economie aan de University of Minnesota.
Veldhuis werkte op het ministerie van Buitenlandse Zaken, directoraat-generaal Europese samenwerking.
Vervolgens was hij vier jaar secretaris van het college van bestuur van de Rijksuniversiteit Leiden. Daarna stapte hij over naar het ministerie van Onderwijs, Cultuur en Wetenschap en was achtereenvolgens plaatsvervangend secretaris-generaal, directeur-generaal en inspecteur-generaal. Tot slot was hij achttien jaar lang voorzitter van het college van bestuur van de Universiteit Utrecht.
Momenteel is Veldhuis voorzitter van het bestuur van QANU (Quality Assurance Netherlands Universities). Tevens is hij voorzitter van de Raad van Toezicht van de Nuffic, de Nederlandse Organisatie voor Internationale Samenwerking in het Hoger Onderwijs, Lid van de Raad van Toezicht van het Roosevelt Study Center en Lid van de Raad van Advies van het NIOD. Daarnaast is hij voorzitter van de Raad van Toezicht van het Utrechtse Diakonessenhuis.
Zie verder de Engelse tekst van Wikipedia.